# دبلوم الخريجين في الدراسات الإدارية
دبلوم الخريجين في الدراسات الإدارية (Post Graduate Diploma in Management Studies)، ويُرمز له بالحروف التي تأتي بعد الاسم بمختصر DMS، وهو عبارة عن مؤهل جامعي في الإدارة.

## معلومات تاريخية

### النشأة
دبلوم الخريجين هو دبلوم معتمد من لجنة دبلوم الخريجين في الدراسات الإدارية (DMS) التابعة لإدارة التعليم والعلوم (DES). وهو يتطلب في المقام الأول إما سنة كاملة بدوام كامل أو ثلاث سنوات بدوام جزئي ويتم تنظيمه في مرحلتين منفصلتين: المرحلة الأولى والمرحلة الثانية. وعلى الطالب اجتياز اختبارات وتقييم المرحلة الأولى قبل السماح له بالالتحاق بالمرحلة الثانية. وتتكون المرحلة الثانية من الاختبارات النهائية ورسالة علمية للتخرج. ولابد أن يتجاوز إجمالي مجموع الدرجات التي حصل عليها الدارس في المهام الدراسية والاختبارات والرسالة النهائية الدرجة المُرجّحة حتى يتسنى له النجاح والحصول على دبلوم الدراسات الإدارية. لذا كان هذا الدبلوم عبارة عن حلقة دراسية مُكثّفة ذات عبء عمل كبير.

### شروط الالتحاق
درجة البكالوريوس أو خبرة إدارية واسعة و/أو غيرها من المؤهلات المهنية الأخرى.

### الاعتماد
كان هذا المؤهل في بادئ الأمر معتمد من لجنة الدراسات الإدارية التابعة لإدارة التعليم والعلوم في المملكة المتحدة. وهذا المؤهل معتمد في المعهد البريطاني للإدارة (BMI) باعتباره المؤهل الرئيسي للقبول بالمعهد بعضوية كاملة. بعدها تم تغيير اسم المعهد البريطاني للإدارة إلى معهد الإدارة (The Institute of Management) بعد اندماجه مع معهد المديرين الصناعيين (Institute of Industrial Managers)، أما الآن فقد تم تغيير اسمه مرة أخرى ليصبح معهد الإدارة المعتمد (Chartered•Management•Institute).

### التقييم
يوفر معهد الإدارة المعتمد مؤهلات مهنية بالمستوى السابع، وتكون عملية التقييم فيها عملية داخلية تقوم بها هيئة مهنية وتمنح درجة ناجح أو راسب. ويتطلب المسار الجامعي من الطلاب اجتياز مجموعة من الاختبارات والمهام الكتابية؛ أو في بعض الأحيان طريقة واحدة على وجه القصر أو الأخرى. وتتطلب بعض الدورات التدريبية رسالة علمية للتخرج. ويتم تحديد درجات هذه المهام بالمخالفة مع نظام التقدير الجامعي؛ مما يعني أن الحصول على 40% يكون كافيًا لاجتياز الدورة.

## الجدل
ذهب البعض إلى أن الابتعاد عن الدورات التدريبية التي يتم تقييمها تقييما رئيسيًا أو كليًا على أساس الاختبار عمِل على تقليل 'قيمة المؤهل'، على الرغم من أن التحول من نظام الاختبارات إلى نظام المهام الدراسية المطلوبة والمشروعات والواجبات مقبول في عملية مواكبة معظم مؤهلات الدراسات العليا بالمملكة المتحدة، مع أن بعض الاختبارات تكون مطلوبة غالبًا.

## الاعتراف
يتم قبول شهادة دبلوم الدراسات الإدارية كجزء من المؤهل المطلوب للمدير المعتمد، كما أن المعهد يقدم دبلومات إدارية تحت رعايته الخاصة ). ويكون هذا عند الوصول لمستويات مختلفة بما فيها المستوى الخامس بالنسبة للمديرين الفرعيين والمستوى السابع بالنسبة للمديرين الرئيسيين (في مستوى يتسق مع دبلوم الدراسات الإدارية).